# Втрати 33-ї окремої механізованої бригади
У статті описано обставини загибелі бійців 33-ї окремої механізованої бригади.

## Обставини втрат

### 2023
- 8 червня 2023—Сульжик Віталій,18.09.1987 р.н.,загинув виконуючи бойове завдання в районі с. Мала Токмачка Пологівського району Запорізької області.[1]

- 8 червня 2023 — Мельник Олександр Адамович, головний сержант, стрілець-санітар. Загинув в с. Свобода, Запорізької обл.[2]
- 8 червня 2023 —Болгов Сергій, 1990 р.н., загинув виконуючи бойове завдання в районі с. Мала Токмачка Пологівського району Запорізької області.[3]
- 8 червня 2023 — Колеснік Михайло Дмитрович, 22.03.1980 р.н., солдат, гранатометник. Загинув під час виконання бойового завдання в районі с. Мала Токмачка Пологівського району Запорізької області. 10 місяців вважався безвісти зниклим. Похований 15.04.2024 року у с. Бубнівка, Хмельницького району, Хмельницької області.[4]
- 8 червня 2023 — Іван Мислюк, 24.11.1990р.н.,заступника командира бойової машини - навідник - оператор, загинув виконуючи бойове завдання в районі с. Мала Токмачка Пологівського району Запорізької області.[5]
- 8 червня 2023 — Чонка Віталій Васильович, молодший сержант, заступник командира бойової машини. 1974 р.н. Загинув виконуючи бойове завдання  в районі с. Мала Токмачка Пологівського району Запорізької області.[6]
- 8 червня 2023 — Олексійовець Андрій Адамович, навідник оператор. 13.05.1988 р.н. Загинув виконуючи бойове завдання в районі с. Мала Токмачка Пологівського району Запорізької області.[7]
- 9 червня 2023 — Бойко Андрій Йосипович («Fantom»), підполковник, заступник командира бригади з морально-психологічного забезпечення. 44 роки. Загинув виконуючи бойове завдання  в районі с. Мала Токмачка Пологівського району Запорізької області.[8]
- 9 червня 2023 - Михайлов Роман. Солдат, навідник 1 механізованого відділення 1 механізованого взводу 8 механізованої роти 3 механізованого батальйону. Загинув під час артилерійського обстрілу позицій в районі населеного пункту Мала Токмачка Пологівського району Запорізької області[9].
- 12 червня 2023 — Юсенко Дмитро, старший солдат, старший стрілець-оператор. 33 роки. Загинув під час бойових дій біля населеного пункту Мала Токмачка на Запоріжжі.[10]
- 13 червня 2023 — Хомич Микола Миколайович, солдат. Загинув під час артилерійського обстрілу позицій в районі н.п. Мала Токмачка Запорізької області.[11]
- 15 червня 2023 — Бабійчук Юрій Петрович. 22.01.1987, м. Нетішин. Загинув біля Нової Токмачки Запорізької області. Майже рік вважався зниклим безвісти.[12]
- 16 червня 2023 — Сітка Андрій. 37 років, с. Лугове. Загинув біля Нової Токмачки Запорізької області. Вважався зниклим безвісти до серпня 2024 року.[13]
- 23 червня 2023 — Гладкий Дмитро, командир бойової машини-командира відділення. 19.08.1975 р.н., м. Львів.[14]
- 24 червня 2023 — Варга Артем. Загинув внаслідок артилерійського обстрілу у районі села Роботине Запорізької області.[15]
- 24 червня 2023 -  Оніщук Сергій, старший лейтенант. Загинув внаслідок ворожого артилерійського обстрілу поблизу села Роботине Запорізької області. Певний час військовий вважався зниклим безвісти[16].
- 26 червня 2023 — Євич Павло Володимирович.[17]
- 29 червня 2023 — Толочик Василь, солдат, навідник. 49 років. Загинув на Запоріжжі.[18]
- 2 липня 2023 — Савчук Артур, старший солдат, навідник-оператор. 33 роки. Загинув в районні населеного пункту Роботине Запорізької області.[19]
- 16 липня 2023 — Десятник Артем («Зять»), старший лейтенант, командир роти. 33 роки.[20]
- 24 липня 2023 — Мосійчук Іван. 17.09.1983 р.н.. Загинув під час мінометного обстрілу поблизу села Мала Токмачка Запорізької області.[21]
- 29 липня 2023 — Руденко Ростислав, 47 років.[22]
- 29 липня 2023 — Сологуб Віктор Іванович, старший лейтенант, командир танкового взводу. Загинув в районі села Роботине Пологівського району Запорізької області.[23]
- 29 липня 2023 — Задорожний Андрій, сержант. 10.12.1979 р.н. Загинув поблизу с. Мала Токмачка Пологівського району Запорізької області/
- 10 вересня 2023 — Щур Володимир («Старий»). с. Новоставці Хмельницької області. Загинув на Донеччині.[24]
- 25 жовтня 2023 — Хоменець Роман, молодший сержант, командир відділення. 15 лютого 1974, 49 років.[25][26]
- Жовтень 2023 — Богданов Андрій, рота ударних БпЛА.[27]
- 29 жовтня 2023 — Микола Майструк, солдат. 51 рік. Загинув у Запорізькій області.[28]
- 2 листопада 2023 — Гавришов Максим Валерійович, 421 ОСБ. Лиман, Донецька область.[29]
- 5 листопада 2023 — Френцер Олег. 38 років, с. Новий Милятин Львівської області.[30]
- 13 листопада 2023 - Поліха Тарас («Їжак»), солдат, 32 роки. Загинув  під час виконання бойового завдання поблизу західних околиць села Роботине у Запорізькій області. Він отримав смертельні поранення внаслідок влучання ворожого FPV-дрона.[31]
- 29 листопада 2023 - Годований Роман Петрович, 33 роки. Солдат. Загинув  внаслідок вибуху ворожого снаряда у Запорізькій області[32].
- 8 грудня 2023 - Микола Борзенко (3 березня 1968), старший солдат. Загинув під час мінометного обстрілу в селі Роботине Запорізької області. Вважався зниклим безвісти. Лише завдяки ДНК-експертизі, вдалося ідентифікувати тіло захисника.[33]
- 9 грудня 2023 - Дробніцький Степан Густавович, 49 років. Солдат, стрілець-санітар 2-го механізованого відділення 3-го механізованого взводу 6-ї механізованої роти 2-го механізованого батальйону. Загинув поблизу села Роботине Запорізької області[34].
- 10 грудня 2023 - Ярослав Блищик, 15.06.1997, с. Тараса Шевченка на Херсонщині. Молодший сержант. Загинув внаслідок мінометного обстрілу під час виконання бойового завдання поблизу н.п. Роботине Запорізької області[35].
- 14 грудня 2023 - Соха Денис Іванович, 38 років. Солдат, стрілець-помічник гранатометника 1-го механізованого відділення 3-го механізованого взводу 1-ої механізованої роти 1-го механізованого батальйону. Загинув в районі н.п. Роботине Запорізької області[36].
- 16 грудня 2023 — Романюк Василь, солдат. 32 роки. Загинув в н.п Роботине Запорізької області.[37]

### 2024
- 9 січня 2024 - Лотвін Андрій, 29 років. Молодший сержант, командир 3 інженерно-позиційного відділення, 2 інженерно-позиційного взводу, інженерно-позиційної роти. Помер у м. Вінниця, на шляху до місця проходження лікування після поранення[38].
- 11 січня 2024 — Засадний Володимир Михайлович («Спок»), сержант. 50 років. Загинув в районі села Роботине Запорізької області.[39]
- 14 січня 2024 — Шумський Ростислав, 421 ОСБ. с. Черниця Розвадівської громади. Загинув біля села Калинівка Донецької області.[40]
- 14 січня 2024 — Глухенький Вадим. м. Шептицький.[41]
- 22 січня 2024 - Шилівський Ігор Михайлович, 41 рік. Стрілець помічник гранатометника 2-го механізованого відділення 2-го механізованого взводу 3-ї механізованої роти 1-го механізованого батальйону. Загинув в районі н.п. Роботине Запорізької області[42].
- 23 січня 2024 — Ватрич Василь, солдат. Загинув в Запорізкій області.[43]
- 12 березня 2024 — Коваль Андрій. 07.05.1998 р.н.[44]
- 18 березня 2024 — Ольхович Олександр. 10.09.1985 р.н.[45]
- 29 квітня 2024 — Матюк Василь, підполковник. 49 років. Загинув в районі села Новодарівка Запорізької області.[46][47]
- 16 червня 2024 — Долбнєв Дмитро. 21.09.1980 р.н.[48]
- 20 червня 2024 — Єгізаров Дмитро, протитанкіст, оператор «Стугни». 04.12.1971 р.н. Загинув у Донецькій області, у своєму останньому бою знищив чотири російські танки та зупинив прорив окупантів.[49]
- 22 жовтня 2024 - Ярослав Карпов, 01.08.1984, с. Копачівка, Деражнянського району, Хмельницької області. Загинув під час виконання бойового завдання в н.п. Мар'їнка Донецької області.[50]
- 23 жовтня 2024 — Фис Андрій. 27.10.1985, с. Великий Дорошів Львівської області.[51]
- 28 жовтня 2024 — Капітула Андрій Тимофійович, 19.02.1968р. Рівненська область. с. Мізоч. Загинув під час виконання бойового завдання біля села Перемога Донецької області.[52]
- 31 жовтня 2024 — Богдан Грищук, 31.01.1977, м. Старокостянтинові Хмельницької області. Загинув біля села Перемога Донецької області.[53]
- 23 листопада 2024 — Швиряєв Борис. 18.11.1995, м. Львів.[54]

### 2025
- 28 лютого 2025 - Гарак Юрій Юліанович, 38 років. Молодший лейтенант, начмед батальйону, командир механізованого взводу механізованої роти. Загинув біля населеного пункту Олексіївка Волноваського району Донецької області[55].